# Eberhard von Mackensen
Pour les articles homonymes, voir von Mackensen.
Eberhard von Mackensen (24 septembre 1889 à Bromberg - 19 mai 1969 à Neumünster) est un général allemand de la Seconde Guerre mondiale.

## Biographie
Il est le fils du maréchal August von Mackensen et le frère de Hans Georg von Mackensen (en). Mackensen devient porte-drapeau du 17e corps d'armée à Dantzig le 1er octobre 1908. Après avoir été nommé lieutenant le 22 mars 1910, il sert au début de la Première Guerre mondiale comme adjudant de régiment dans le 1er régiment de hussards. 
Pendant la Seconde Guerre mondiale, il commanda le III. Armeekorps, devenu ensuite le III. Panzerkorps. Puis la 1. Panzer-Armee à partir du 21 novembre 1942, alors engagée dans le Caucase à la suite de l'opération Fall Blau. À la suite de la deuxième phase de la contre offensive soviétique de Stalingrad, l'unité doit se replier à la fin du mois de janvier 1943 en direction de Rostov, puis est envoyée en Ukraine dans le secteur de Sloviansk par Erich von Manstein au début du mois suivant. Von Mackensen participe ainsi à la Troisième bataille de Kharkov. Après divers combats défensifs en été sur le Donetz puis en automne sur le Dniepr, il part commander la nouvelle 14. Armee formée en Italie le 28 novembre 1943.
Il dirige la 14. Armee jusqu'en juin 1944. En mars 1944, il est informé par Kurt Mälzer d'une attaque partisane à Rome contre le régiment SS Bozen. Kurt Mälzer, sous les ordres de Adolf Hitler, ordonne le massacre qui est ensuite planifié et exécuté par les SS, commandé par Herbert Kappler qui avait demandé une rafle et l'exécution sommaire de résidents italiens de la Via Rasella, où l'attaque avait eu lieu. Mackensen a déclaré que l'exécution était excessive. Les ordres mentionnaient l'exécution de dix Italiens pour chaque soldat allemand tué, considéré comme le Massacre des Fosses ardéatines.

## Décorations
- Croix de fer (1914)
  - 2e classe
  - 1re classe
- Insigne des blessés (1918)
- Croix d'honneur pour combattant 1914-1918
- Médaille de l'Anschluss
- Médaille de service de la Wehrmacht 4e à 1re Classe
- Agrafe de la croix de fer
  - 2e classe (17 septembre 1939)
  - 1re classe (2 octobre 1939)
- Ordre de Michel le Brave
  - 3e classe (15 janvier 1943)
- Croix de chevalier de la croix de fer avec feuilles de chêne
  - Croix de chevalier le 27 juillet 1941 en tant que General der Kavallerie et commandant du III. Armeekorps[2]
  - 95e feuille de chêne le 26 mai 1942 en tant que General der Kavallerie et commandant du III. Armeekorps[2]